# Vuilleminia maculata
Vuilleminia maculata är en svampart som först beskrevs av H.S. Jacks. & P.A. Lemke, och fick sitt nu gällande namn av Erast Parmasto 1968. Vuilleminia maculata ingår i släktet Vuilleminia och familjen Corticiaceae.   Inga underarter finns listade i Catalogue of Life.